# تکرار (موسیقی)

علامت تکرار یا بازگشت

دولاخط بازگشت یا تکرار (به انگلیسی: Repetition)، علامتی است که در انتهای یک میزان آمده و به شما می‌گوید، باید یک قسمت یا کل قطعهٔ موسیقی تکرار شود.
اگر بخواهیم قسمت مشخصی از قطعه تکرار شود، آن بخش را بین دو علامت تکرار قرار می‌دهیم، اما اگر فقط یک علامت بازگشت در پایان میزان وجود داشته باشد، به معنای آن است که از ابتدای قطعه تا علامت تکرار را دوباره اجرا کنیم.
علامت دولاخط بازگشت، همانند دولاخط پایان از یک خط باریک و یک خط ضخیم تشکیل شده، با این تفاوت که قبل از آن دو نقطه روی هم (:) آورده می‌شود.
دولاخطِ بازگشتِ معکوس، که علامتی قرینهٔ علامت دولاخط بازگشت است، نمایان‌گر شروع محدودهٔ بازگشت برای یک قطعهٔ موسیقی است.